# Pleurobema showalteri
Pleurobema showalteri är en musselart som beskrevs av Lea. Pleurobema showalteri ingår i släktet Pleurobema och familjen målarmusslor. Inga underarter finns listade i Catalogue of Life.